# Атентат (музичка група)
Атентат је назив поп-рок групе из Сарајева. Познати су као аутори и извођачи уводне шпице за серију Виза за будућност. Фронтмен бенда је био Александар Саша Вуца.

## Историја
Први студијски албум групе, Лет изнад Лукавичјег гнијезда, објављен је 2001. године. Двије године касније (2003),  излази албум Не пуцајте, мртав сам!. Поново су у центру пажње 2008. године, када објављују албум Прерано за отров, прекасно за лијек, са којег се издваја насловна пјесма у сарадњи са Ђулетом из Ван Гога. Стекли су популарност након што су компоновали музику за хумористичку серију Федералне телевизије Виза за будућност, где се као хит издваја пјесма са шпице Ријека тече право. Атентат снима и пјесму Рудари се заклињали..., за филм Не пуцајте, мртав сам.